# Golden Globe Award/Beste Nachwuchsdarstellerin
Golden Globe Award: Beste Nachwuchsdarstellerin
Gewinner und Nominierte in der Kategorie Beste Nachwuchsdarstellerin (New Star Of The Year – Actress), die von 1948 bis 1983 die herausragendsten Schauspielleistungen des vergangenen Kalenderjahres prämierte. Unter den Preisträgerinnen und Nominierten sind so bekannte Namen wie die späteren Oscar-Gewinnerinnen Shirley MacLaine und Jane Fonda, Kim Novak, Anita Ekberg, Natalie Wood, Tippi Hedren, Ann-Margret oder Mia Farrow vertreten. Die einzige Doppelnominierung konnte die US-Amerikanerin Carol Lynley (1959 und 1960) für sich verbuchen. 1957 wurde einmalig separat ein Preis für die beste ausländische Nachwuchsdarstellerin (New Foreign Star Of The Year – Actress) verliehen, den die Finnin Taina Elg gewann.
1962 war erstmals eine Schauspielerin aus dem deutschsprachigen Raum erfolgreich: Christine Kaufmann erhielt die Trophäe gemeinsam mit Ann-Margret (Die unteren Zehntausend) und Jane Fonda (Je länger – je lieber) für ihr Mitwirken in der englischsprachigen Filmproduktion Stadt ohne Mitleid, während Cordula Trantow (Hitler) eine Nominierung erhielt. Beiden folgten 1964 Siege der Schweizerin Ursula Andress (James Bond jagt Dr. No) und Elke Sommer (Der Preis), während Nastassja Kinski 1981 mit der Titelrolle in Roman Polańskis Tess erfolgreich war.
Die unten aufgeführten Filme werden mit ihrem deutschen Verleihtitel (sofern ermittelbar) angegeben, danach folgt in Klammern in kursiver Schrift der fremdsprachige Originaltitel. Die Nennung des Originaltitels entfällt, wenn deutscher und fremdsprachiger Filmtitel identisch sind. Die Gewinner stehen hervorgehoben an erster Stelle.

## 1940er Jahre
1948
Lois Maxwell – That Hagen Girl

1949
Preis nicht vergeben

## 1950er Jahre
1950
Mercedes McCambridge – Der Mann, der herrschen wollte (All the King’s Men)
- Ruth Roman – Zwischen Frauen und Seilen (Champion)

1951
Preis nicht vergeben

1952
Pier Angeli – Teresa

1953
Colette Marchand – Moulin Rouge
- Rita Gam – Ich bin ein Atomspion (The Thief)
- Katy Jurado – Zwölf Uhr mittags (High Noon)

1954
Pat Crowley – Die pikanten Jahre einer Frau (Forever Female) und Der tollkühne Jockey (Money from Home)

Bella Darvi – Sinuhe der Ägypter (The Egyptian) und Inferno (Hell and High Water)

Barbara Rush – Gefahr aus dem Weltall (It Came from Outer Space)

1955
Shirley MacLaine – Immer Ärger mit Harry (The Trouble with Harry)

Kim Novak – Eine glückliche Scheidung (Phffft!)

Karen Sharpe – Es wird immer wieder Tag (The High and The Mighty)

1956
Anita Ekberg – Der gelbe Strom (Blood Alley)

Victoria Shaw – Geliebt in alle Ewigkeit (The Eddy Duchin Story)

Dana Wynter – Unvollendete Liebe (The View From Pompey’s Head)

1957
Carroll Baker – Baby Doll – Begehre nicht des anderen Weib (Baby Doll) und Giganten (Giant)

Jayne Mansfield – The Girl Can’t Help It

Natalie Wood – … denn sie wissen nicht, was sie tun (Rebel Without a Cause)

1958
Sandra Dee – Land ohne Männer (Until They Sail)

Carolyn Jones – Die Liebe der Marjorie Morningstar (Marjorie Morningstar)

Diane Varsi – Glut unter der Asche (Peyton Place)

1959
Linda Cristal – Urlaubsschein nach Paris (The Perfect Furlough)

Susan Kohner – Jazz-Ekstase (The Gene Krupa Story)

Tina Louise – Gottes kleiner Acker (God’s Little Acre)
- Joanna Barnes – Die tolle Tante (Auntie Mame)
- Carol Lynley – Das Herz eines Indianers (The Light In the Forest)
- France Nuyen – South Pacific

## 1960er Jahre
1960
Angie Dickinson – Rio Bravo

Janet Munro – Das Geheimnis der verwunschenen Höhle (Darby O’Gill and the Little People)

Stella Stevens – Engel auf heißem Pflaster (Say One For Me)

Tuesday Weld – Fünf Pennies (The Five Pennies)
- Diane Baker – Das Tagebuch der Anne Frank (The Diary of Anne Frank)
- Carol Lynley – Die Unverstandenen (Blue Denim)
- Yvette Mimieux – Insel der Sadisten (Platinum High School)
- Cindy Robbins – Diese Erde ist mein (This Earth Is Mine)

1961
Ina Balin – Von der Terrasse (From the Terrace)

Nancy Kwan – Die Welt der Suzie Wong (The World of Suzie Wong)

Hayley Mills – Alle lieben Pollyanna (Pollyanna)

- Jill Hayworth – Exodus
- Shirley Knight – Das Dunkel am Ende der Treppe (The Dark At the Top Of the Stairs)
- Julie Newmar – Ehekarussell (The Marriage-Go-Round)

1962
Ann-Margret – Die unteren Zehntausend (Pocketful of Miracles)

Jane Fonda – Je länger – je lieber (Tall Story)

Christine Kaufmann – Stadt ohne Mitleid (Town Without Pity)

- Pamela Tiffin – Sommer und Rauch (Summer and Smoke)
- Cordula Trantow – Hitler

1963
Patty Duke – Licht im Dunkel (The Miracle Worker)

Sue Lyon – Lolita

Rita Tushingham – Bitterer Honig (A Taste of Honey)
- Daliah Lavi – Zwei Wochen in einer anderen Stadt (Two Weeks in Another Town)
- Janet Margolin – David und Lisa (David and Lisa)
- Suzanne Pleshette – Abenteuer in Rom (Rome Adventure)

1964
Ursula Andress – James Bond jagt Dr. No (Dr. No)

Tippi Hedren – Die Vögel (The Birds)

Elke Sommer – Der Preis (The Prize)
- Joey Heatherton – Rufmord (Twilight of Honor)
- Leslie Parish – Der Fuchs geht in die Falle (For Love Or Money)
- Maggie Smith – Hotel International (The V. I. P.’s)

1965
Mia Farrow – Schüsse in Batasi (Guns At Batasi)

Celia Kaye – Die Insel der blauen Delphine (Island of the Blue Dolphins)

Mary Ann Mobley – Get Yourself a College Girl

1966
Elizabeth Hartman – Träumende Lippen (A Patch of Blue)
- Donna Butterworth – Das Familienjuwel (The Family Jewels)
- Geraldine Chaplin – Doktor Schiwago (Doctor Zhivago)
- Rosemary Forsyth – Der Mann vom großen Fluß (Shenandoah)
- Maura McGiveney – Bitte nicht stören! (Do Not Disturb)

1967
Camilla Sparv – Immer wenn er Dollars roch… (Dead Heat On a Merry-Go-Round)
- Candice Bergen – Kanonenboot am Yangtse-Kiang (The Sand Pebbles) und Die Clique (The Group)
- Marie Gomez – Die gefürchteten Vier (The Professionals)
- Lynn Redgrave – Georgy Girl
- Jessica Walter – Grand Prix

1968
Katharine Ross – Die Reifeprüfung (The Graduate) und Satanische Spiele (Games)
- Greta Baldwin – Rogues’ Gallery
- Pia Degermark – Das Ende einer großen Liebe (Elvira Madigan)
- Faye Dunaway – Morgen ist ein neuer Tag (Hurry Sundown)
- Katharine Houghton – Rat mal, wer zum Essen kommt (Guess Who’s Coming to Dinner)
- Sharon Tate – Das Tal der Puppen (Valley of the Dolls)

1969
Olivia Hussey – Romeo und Julia (Romeo and Juliet)
- Ewa Aulin – Candy
- Jacqueline Bisset – Die wilden Jahre (The Sweet Ride)
- Barbara Hancock – Der goldene Regenbogen (Finian’s Rainbow)
- Sondra Locke – Das Herz ist ein einsamer Jäger (The Heart Is a Lonely Hunter)
- Leigh Taylor-Young – Lass mich küssen deinen Schmetterling (I Love You, Alice B. Toklas)

## 1970er Jahre
1970
Ali MacGraw – Zum Teufel mit der Unschuld (Goodbye, Columbus)
- Dyan Cannon – Bob & Carol & Ted & Alice (Bob & Carol & Ted & Alice)
- Goldie Hawn – Die Kaktusblüte (Cactus Flower)
- Marianne McAndrew – Hello, Dolly!
- Brenda Vaccaro – Pokerspiel für zwei (Where It’s At)

1971
Carrie Snodgress – Tagebuch eines Ehebruchs (Diary of a Mad Housewife)
- Jane Alexander – Die große weiße Hoffnung (The Great White Hope)
- Anna Calder Marshall – Pussycat, Pussycat – I Love You (Pussycat, Pussycat, I Love You)
- Lola Falana – Die Glut der Gewalt (The Liberation of L. B. Jones)
- Marlo Thomas – Jenny
- Angel Tompkins – Ich liebe meine Frau (I Love My Wife)

1972
Twiggy – Boyfriend (Ihr Liebhaber) (The Boy Friend)
- Sandy Duncan – Die Millionen-Dollar-Ente ($1,000,000 Duck)
- Cybill Shepherd – Die letzte Vorstellung (The Last Picture Show)
- Janet Suzman – Nikolaus und Alexandra (Nicholas and Alexandra)
- Dolores Taylor – Billy Jack

1973
Diana Ross – Lady Sings the Blues
- Sian Barbara Allen – Ausgeliefert (You'll Like My Mother)
- Marisa Berenson – Cabaret
- Mary Costa – Der große Walzer (The Great Waltz)
- Madeline Kahn – Is’ was, Doc? (What’s Up, Doc?)
- Victoria Principal – Das war Roy Bean (The Life and Times of Judge Roy Bean)

1974
Tatum O’Neal – Paper Moon
- Linda Blair – Der Exorzist (The Exorcist)
- Kay Lenz – Begegnung am Vormittag (Breezy)
- Michelle Phillips – Jagd auf Dillinger (Dillinger)
- Barbara Sigel – Time to Run

1975
Susan Flannery – Flammendes Inferno (The Towering Inferno)
- Julie Gholson – Wo die Lilien blühen (Where the Lilies Bloom)
- Valerie Harper – Der Superschnüffler (Freebie and the Bean)
- Helen Reddy – Giganten am Himmel (Airport 1975)
- Ann Turkel – König Ballermann (99 and 44/100% Dead)

1976
Marilyn Hassett – Die Kehrseite der Medaille (The Other Side of the Mountain)
- Ronee Blakley – Nashville
- Barbara Carrera – Der Rächer von Kalifornien (The Master Gunfighter)
- Stockard Channing – Mitgiftjäger (The Fortune)
- Jeannette Clift – Die Zuflucht (The Hiding Place)
- Lily Tomlin – Nashville

1977
Jessica Lange – King Kong
- Melinda Dillon – Dieses Land ist mein Land (Bound for Glory)
- Mariel Hemingway – Eine Frau sieht rot (Lipstick)
- Gladys Knight – Alaskaträume (Pipe Dreams)
- Andrea Marcovicci – Der Strohmann (The Front)

1978
Preis nicht vergeben

1979
Irene Miracle – 12 Uhr nachts – Midnight Express (Midnight Express)
- Anne Ditchburn – Mit Dir in einer großen Stadt (Slow Dancing in the Big City)
- Annie Potts – Zwei heiße Typen auf dem Highway (Corvette Summer)
- Anita Skinner – Girlfriends (Girl Friends)
- Mary Steenburgen – Der Galgenstrick (Goin' South)

## 1980er Jahre
1980
Bette Midler – The Rose
- Susan Anton – Golden Girl (Goldengirl)
- Bo Derek – Zehn – Die Traumfrau (10)
- Lisa Eichhorn – Yanks – Gestern waren wir noch Fremde (Yanks)
- Lynn-Holly Johnson – Eisfieber (Ice Castles)

1981
Nastassja Kinski – Tess
- Nancy Allen – Dressed to Kill
- Cathy Moriarty – Wie ein wilder Stier (Raging Bull)
- Dolly Parton – Warum eigentlich … bringen wir den Chef nicht um? (9-To-5)
- Debra Winger – Urban Cowboy

1982
Pia Zadora – Butterfly – Der blonde Schmetterling (Butterfly)
- Elizabeth McGovern – Ragtime
- Kathleen Turner – Heißblütig – Kaltblütig (Body Heat)
- Rachel Ward – Sharky und seine Profis (Sharky’s Machine)

1983
Sandahl Bergman – Conan der Barbar (Conan the Barbarian)
- Lisa Blount – Ein Offizier und Gentleman (An Officer and a Gentleman)
- Katherine Healy – Ein Hauch von Glück (Six Weeks)
- Amy Madigan – Liebe hinter Gittern (Love Child)
- Aileen Quinn – Annie
- Molly Ringwald – Der Sturm (Eine überraschende Komödie) (Tempest)